# Крапивино (Владимирская область)
Крапивино — упразднённая деревня в Вязниковском районе Владимирской области России.

## География
Урочище находится в северо-восточной части области, в зоне хвойно-широколиственных лесов, в пределах Волжско-Окского междуречья, на левом берегу реки Узенки (правый приток реки Селезень), на расстоянии 17 километров (по прямой) к юго-юго-западу от города Вязники, административного центра района.

### Климат
Климат характеризуется как умеренно континентальный. Средняя температура воздуха самого холодного месяца (января) — −11,1 °C (абсолютный минимум — −48 °С), средняя максимальная температура воздуха (июля) — +23,3 °С (абсолютный максимум — +37 °С). Годовое количество атмосферных осадков составляет около 607 мм, из которых 413 мм выпадает в период с апреля по октябрь.

## История
В «Списке населенных мест Владимирской губернии по сведениям 1859 года» населённый пункт упомянут как удельная деревня Крапивнова Вязниковского уезда, расположенная при речке Кузенке, в 20 верстах от уездного города. В деревне насчитывалось 12 дворов и проживало 90 человек (47 мужчин и 43 женщины).
По состоянию на 1905 год, в Крапивнове имелось 14 дворов и проживало 95 человек. В административном отношении деревня входила в состав Никологорской волости.
По данным 1926 года, в деревне имелось 22 хозяйства (в том числе 21 крестьянское) и проживало 132 человека (68 мужчин и 64 женщины). Являлась частью Коломихинского сельсовета.
На момент упразднения входила в состав Шатневского сельсовета Вязниковского района. Упразднена решением облисполкома № 319 от 16 мая 1986 года как фактически не существующая.